# Lake Lotawana
Lake Lotawana è un comune degli Stati Uniti d'America, situato nello Stato del Missouri, nella contea di Jackson.